# Boulder Dash
Boulder Dash è un videogioco rompicapo d'azione del 1984 per home computer Atari 8-bit, scritto da Peter Liepa e Chris Gray e prodotto da First Star Software. Successivamente è stato convertito per svariate piattaforme, oltre che come arcade, e ha avuto innumerevoli seguiti, varianti e imitazioni. Il titolo è un gioco di parole in inglese, tra balderdash (sciocchezza, nonsenso) e boulder (masso).
Nel luglio 2017 i diritti di Boulder Dash sono stati trasferiti da First Star Software alla società tedesca BBG Entertainment.

## Modalità di gioco
Occorre guidare il protagonista, chiamato Rockford, all'interno di caverne per raccogliere diamanti. Il terreno viene mostrato di profilo, in sezione, con scorrimento multidirezionale dello schermo, ed è composto da una griglia invisibile di caselle che possono essere occupate da terra, da pareti fisse o da oggetti mobili come i diamanti e le rocce. Quando la terra nelle caselle sottostanti viene rimossa, gli oggetti cadono pericolosamente.
Rockford può scavare gallerie nelle quattro direzioni e non risente della gravità, ma deve fare attenzione a svariati pericoli: creature nemiche letali al contatto, esplosioni, rocce cadenti che possono schiacciarlo o anche intrappolarlo in situazioni senza uscita.
Le rocce possono schiacciare anche i nemici, che causano così delle esplosioni in grado di distruggere tutto nelle caselle circostanti, incluse rocce e pareti. Ci sono tre tipi di creature:
- Firefly (lett. "lucciola", ma hanno l'aspetto di quadrati iridescenti), si muovono solo negli spazi vuoti secondo percorsi prevedibili.
- Farfalle, si muovono come firefly ma in verso differente, e quando schiacciate generano dei nuovi diamanti.
- Amebe, ammassi verdi che si espandono gradualmente attraverso gallerie e terra; non si possono schiacciare, ma se Rockford riesce a intrappolarle con le rocce in uno spazio confinato, muoiono e si trasformano in tanti diamanti, altrimenti raggiunta una certa dimensione si trasformano in tante rocce.

Schiacciare i nemici, oltre che per difesa, a volte è una tattica necessaria per risolvere un livello, per aprire passaggi con le esplosioni o ottenere più diamanti altrimenti insufficienti.
Rockford può anche spingere orizzontalmente le rocce, se c'è dello spazio vuoto accanto.
In ciascun livello di gioco Rockford deve raccogliere un certo numero di diamanti entro un determinato periodo di tempo. Solo così si potrà aprire la porta che gli consentirà di passare al livello successivo.
Nelle versioni originali ci sono 16 possibili caverne identificate da lettere A-P, ciascuna giocabile a 5 gradi di difficoltà con disposizioni diverse dei diamanti; non è necessario affrontare tutti i livelli in ordine, ma è possibile entro certi limiti selezionarli.

## Serie ufficiale
| Titolo                          | Anno | Piattaforma/e | Note |
| ------------------------------- | ---- | --- | --- |
| Boulder Dash                    | 1984 | Amstrad CPC, Apple II, Atari 8-bit, Atari ST, ColecoVision, Commodore 64, MSX, NES, PC booter, ZX Spectrum e altri | |
| Boulder Dash                    | 1984 | Arcade | uno dei primi titoli per home computer convertiti per arcade, prodotto da Exidy sul sistema Max-A-Flex, un cabinato con giochi intercambiabili basato su cartucce Atari 8-bit |
| Boulder Dash                    | 1985 | Arcade | versione dotata di grafica migliorata ma schermo più piccolo, prodotta da Data East sul sistema con giochi intercambiabili DECO Cassette System                               |
| Boulder Dash II                 | 1985 | Atari 8-bit, Commodore 64, MSX, PC IBM, ZX Spectrum                                                                | Il primo seguito, praticamente lo stesso gioco con livelli nuovi. A seconda delle edizioni ha il sottotitolo Rockford's Riot o Rockford's Revenge                             |
| Boulder Dash III                | 1986 | Amstrad CPC, Commodore 64, ZX Spectrum                                                                             | Terzo capitolo, con ambientazione spaziale. La scarsa cura della grafica e dei livelli ne fecero uno scarso successo di pubblico.                                             |
| Boulder Dash Construction Kit   | 1986 | Apple II, Commodore 64, ZX Spectrum, Atari 800, Atari ST e altri                                                   | Versione dotata di editor di livelli. Un'edizione successiva è intitolata Boulder Dash IV.                                                                                    |
| Rockford                        | 1988 | Arcade, Amiga, Atari 8-bit, Atari ST, ZX Spectrum, Amstrad CPC, Commodore 64, MS-DOS                               | Rockford era in origine una versione arcade data in licenza ad Arcadia Systems, in seguito convertita per home computer.                                                      |
| Boulder Dash                    | 1990 | Arcade | Anche noto come Boulder Dash Part 2, un seguito solo arcade della Data East, rinnovato soprattutto dal punto di vista grafico.                                                |
| Boulder Dash                    | 1990 | Game Boy, NES | Queste conversioni hanno aspetto estetico rivisto, più in stile giapponese, e una suddivisione dei livelli in "mondi" con tematiche differenti                                |
| Boulder Dash Ex                 | 2002 | Game Boy Advance                                                                                                   | Presenti due modalità di gioco: EX Mode (rinnovata) e Classic Mode (originale).                                                                                               |
| Boulder Dash Xmas 2002 Edition  | 2002 | Microsoft Windows                                                                                                  | |
| GemJam Gold                     | 2003 | Microsoft Windows                                                                                                  | Spin-off ispirato a Boulder Dash. |
| Boulder Dash: Treasure Pleasure | 2003 | Microsoft Windows                                                                                                  | |
| Boulder Dash                    | 2006 | Atari 5200 | Edizione ufficiale per il retrogaming |
| Boulder Dash: Rocks!            | 2007 | PlayStation Portable, Nintendo DS                                                                                  | |
| Boulder Dash Vol. 1             | 2009 | iPhone | |
| Boulder Dash XL                 | 2011 | Xbox Live Arcade, PC                                                                                               | |
| Boulder Dash - The Collection!  | 2011 | Android | |
| Boulder Dash                    | 2011 | Atari 2600 | Edizione ufficiale per il retrogaming |
| Boulder Dash XL 3D              | 2012 | Nintendo 3DS | |
| Boulder Dash                    | 2015 | Intellivision | Edizione ufficiale per il retrogaming, ben 30 anni dopo. |
| Boulder Dash 30th Anniversary   | 2016 | Windows, macOS | Da BBG Entertainment |
| Boulder Dash Deluxe             | 2021 | Atari VCS, Xbox One, Switch, PlayStation 4, PC                                                                     | Da BBG Entertainment |